# Paperino e la psicologia infantile
Paperino e la psicologia infantile (Spare the Rod) è un film del 1954 diretto da Jack Hannah. È un cortometraggio animato realizzato, in Technicolor, dalla Walt Disney Productions, uscito negli Stati Uniti il 15 gennaio 1954 e distribuito dalla RKO Radio Pictures. Nel gennaio 1986 fu inserito nello special Vita da paperi. In tale occasione Paperino e i nipoti furono doppiati da Franco Latini.

## Trama
Paperino sta riverniciando la casa, ma viene distratto da Qui, Quo e Qua, che, giocando, producono rumore, e decide di spaventarli. Poco dopo, mentre lui falcia il prato, si ripresenta la stessa situazione e la "voce della psicologia infantile", sotto forma di un papero con abiti da laureato, gli suggerisce di unirsi al gioco. Mentre Qui, Quo e Qua giocano a fare i pirati, Paperino li spaventa con un pappagallo finto, per poi farli marciare su un trampolino. La voce della psicologia infantile dice a Paperino che deve marciare lui sul trampolino, e così un nipotino lo fa cadere da esso, facendolo finire in un secchio d'acqua.
Intanto tre cannibali evadono dal treno di un circo e raggiungono la casa di Paperino e i suoi nipoti. La voce della psicologia infantile, scambiando i cannibali per Qui, Quo e Qua, dice a Paperino essere la loro preda. Paperino si mette quindi in un pentolone pieno d'acqua. Nel frattempo Qui, Quo e Qua stanno giocando a fare gli indiani e tolgono Paperino dalla pentola, per legarlo a un palo e farne il loro totem. Paperino viene trasferito dal palo alla pentola, e viceversa, fino a quando vede sia i nipoti che i cannibali. Mentre Qui, Quo, Qua e la voce della psicologia infantile scappano, Paperino rischia di venir mangiato dai cannibali, almeno finché non viene morso da uno di loro, riuscendo a uscire dalla pentola. Il papero picchia così i cannibali, che si mettono subito alla ricerca del treno del circo. Dopodiché ordina furente a Qui, Quo e Qua di spaccare la legna, per poi picchiare la voce della psicologia infantile per quello che è successo.